# Ibuki (tàu tuần dương Nhật) (1943)
Ibuki (tiếng Nhật: 伊吹) là chiếc tàu tuần dương hạng nặng cuối cùng được đặt tên của Hải quân Đế quốc Nhật Bản. Được đặt lườn vào năm 1942 và hạ thủy vào năm 1943, Ibuki được cải biến thành một tàu sân bay để bù đắp sự thiếu hụt của Hải quân Nhật, nhưng nó chỉ hoàn tất được 80% khi Chiến tranh Thế giới thứ hai kết thúc. Ibuki bị tháo dỡ vào năm 1947.

## Thiết kế và chế tạo
Nó được đặt hàng trong Chương trình Chế tạo 1941 như một phiên bản được cải biến đôi chút của lớp Tone, với tám khẩu pháo 200 mm bố trí phía trước và một sàn đáp và máy phóng phía sau dành cho nhiều chiếc thủy phi cơ. Tuy nhiên, trước khi nó được đặt lườn vào đầu năm 1942, thiết kế được thay đổi thành một phiên bản cải tiến của lớp Mogami.
Ibuki được dự định trang bị vũ khí tương tự như của Mogami, với mười khẩu pháo 200 mm gắn trên năm tháp pháo đôi, ba phía trước mũi và hai phía sau. Nó còn có giàn hỏa lực hạng hai bao gồm tám khẩu pháo 127 mm mục đích kép, 16 ống phóng ngư lôi 600 mm và hai máy phóng dành cho ba thủy phi cơ. Nó có thể đạt được tốc độ tối đa 61 km/h (33 knot). Lớp Mogami từng được chế tạo theo nguyên lý giảm tối đa trọng lượng rẽ nước đến mức có thể được, nhưng sau đó lại được cải tạo rộng rãi không lâu sau khi chạy thử nhằm khắc phục nhiều khiếm khuyết. Vì Ibuki được đặt hàng sau khi Nhật Bản đã rút ra khỏi Hiệp ước Hải quân Washington nên không bị giới hạn trọng lượng rẽ nước ở mức 10.000 tấn dành cho tàu tuần dương, nó được thiết kế để có trọng lượng rẽ nước 12.200 tấn và có được sự cân bằng tốt giữa vũ khí, vỏ giáp, tốc độ và khả năng đi biển.
Việc chế tạo Ibuki bị chậm lại sau trận Midway để dành ưu tiên cho việc chế tạo các tàu sân bay. Việc chế tạo một chiếc tàu tuần dương thứ hai trong lớp Ibuki, được đặt ký hiệu Số 301 nhưng chưa bao giờ được chính thức đặt tên, được bắt đầu vào ngày 1 tháng 6 năm 1942, nhưng bị ngưng lại một tháng sau đó. Số 301 bị tháo dỡ vào năm 1943 nhưng Ibuki được cho hạ thủy tại xưởng tàu Kure vào ngày 21 tháng 5 năm 1943. Việc chế tạo nó bị ngừng lại một tháng sau đó trước khi dàn pháo chính của Ibuki được trang bị.

## Cải biến thành tàu sân bay
Hải quân Nhật dự định hoàn tất Ibuki như một tàu chở dầu cho hạm đội để tiếp dầu ngay trên đường đi, một khả năng mà Hải quân đang cần đến. Tuy nhiên, do thân tàu Ibuki đã hầu như hoàn tất, và Nhật Bản đang rất thiếu hụt tàu sân bay, nó được kéo về Sasebo, Nagasaki trong tháng 11 năm 1943 để được cải biến thành một tàu sân bay hạng nhẹ.
Cấu trúc thượng tầng của Ibuki giờ đây bao gồm một sàn đáp kéo dài suốt chiều dọc thân tàu và một đảo cấu trúc thượng tầng nhỏ bên mạn phải. Nó được trang bị vũ khí rất nhẹ chỉ bao gồm bốn khẩu pháo 76 mm và 48 khẩu phòng không 25 mm. Ngay cả như vậy, chiếc tàu sân bay chỉ có thể mang theo 27 máy bay, ít hơn nhiều so với các tàu sân bay hạng nhẹ khác của Hải quân Nhật. Thêm vào đó, Ibuki còn có các đường ray mang theo 30 mìn sâu phía đuôi tàu. Tốc độ tối đa của nó bị giảm còn 53,7 km/h (29 knot), vẫn đủ nhanh để hoạt động cùng hạm đội. Một bộ radar cũng được trang bị, cùng các dàn phóng rocket phòng không 120 mm sau đó được bổ sung.
Vào cuối năm 1944, Hải quân Nhật đang thiếu hụt trầm trọng máy bay tốt, đội bay được huấn luyện và nhiên liệu máy bay đến mức việc thiếu hụt tàu sân bay không còn là vấn đề lớn. Tuy nhiên, Ibuki vẫn được tiếp tục chế tạo cho đến tháng 3 năm 1945, khi xưởng tàu bị hư hại và việc thiếu hụt nguyên liệu do các cuộc không kích và tấn công bằng tàu ngầm của Mỹ khiến công việc không thể tiếp tục. Khi Ibuki đầu hàng cùng lực lượng chiếm đóng vào tháng 9, nó đã hoàn tất được 80%. Nó bị tháo dỡ tại Sasebo vào năm 1947.

## Đánh giá
Ibuki được đánh giá thuận lợi trên nhiều khía cạnh khi so sánh với các đồng nhiệm Mỹ, cả trong vai trò tàu tuần dương lẫn như là một tàu sân bay hạng nhẹ. Đối với một tàu tuần dương hạng nặng, nó được trang bị vũ khí và vỏ giáp tốt tương đương lớp tàu tuần dương Baltimore, nhưng nó nhỏ hơn đôi chút, nhanh và có khả năng đi biển tương đương. Lớp tàu sân bay Independence, vốn cũng được cải biến từ lớp tàu tuần dương Cleveland, nhỏ hơn Ibuki đôi chút nhưng có thể mang được 45 máy bay và nhanh hơn đội chút. Tuy nhiên, các tàu sân bay hạng nhẹ Mỹ cực kỳ chật hẹp với rất ít các phương tiện bảo trì máy bay và rất mong manh trước hỏa lực đối phương. Do Nhật Bản từng có kinh nghiệm lâu năm đối với tàu sân bay, Ibuki có thể được đánh giá tốt hơn so với tàu tuần dương Đức Seydlitz vốn cũng được dự định cải biến thành một tàu sân bay nhưng chưa bao giờ hoàn tất.